# Младежки духов оркестър Ботевград
Младежкият духов оркестър Ботевград е създаден през 1964 г. Той е сред символите на Ботевград.
През 2004 г. диригент на оркестъра става Константин Гайдарски. Младежката формация се състои от 30 музиканти. Оркестърът участва на празници в града и на фестивали в страната и чужбина. Изпълнява съвременна музика, фолклор, поп музика и много други стилове.
През 2004 г. младежки духов оркестър печели второ място на международния фестивал в Бьозел, Германия. През 2005 г. на същия фестивал печели първо място за най-добър духов оркестър, както и първо място за най-добро изпълнение на национално произведение, мажоретният състав печели втора награда, а диригентът Константин Гайдарски е удостоен със златен медал за най-добър диригент за духов оркестър.

## Участия
- 2006 г. – участие в Международния карнавал в Мазаме, Франция;
- 2007 г. – младежки духов оркестър и мажоретен състав Ботевград участват в празници посветени на Анна Магдалена в Кастелон, Испания;
- 2008 г. – вземат участие в градовете Менде, Бриод и Карму, Франция;
- 2009 г. – участие във Велесиен, Франция;
- 2009 г. – младежки духов оркестър и мажоретен състав на фестивала „Алено Мушкато“ в Оряхово, класират се на второ място;
- 2010 г. – участие в международен фестивал за духови оркестри и мажоретни състави град Бистрица, Румъния;
- 2011 г. – участие в 45-годишнината от създаването на Обединените арабски емирства – Дубай.[1]

През 2016 г. оркестъра и мажоретния състав имат над 56 участия.